# 賽博坦
斯比頓星（英文：Cybertron），另譯電子星或賽博坦星。是變形金剛系列中登場的虛構行星，通常是變形金剛族群的母星，故事經常以變形金剛們基於種種原因而離開賽博坦為開始。

## 媒體表現

### 動畫

#### G1動畫
在最早的G1動畫中，賽博坦是五面怪族群建造的「生產機器人用人工行星」，他們同時生產了軍用和民用兩派機器人──也就是後來狂派和博派的源頭。由於五面怪族群對這些生產出來的機器人採用高壓政策，因此這些會不斷自我進化的機器人便在故事開始前的1100萬年前，由鈦師傅(Alpha Trion)領導對五面怪族群展開全面革命，最後將五面怪族群逐出賽博坦，從此賽博坦便進入變形金剛們主導的時代。但好景不常，1000萬年前，軍用機器人和民用機器人因為某些原因而引發了長達千萬年的戰爭，這場戰爭之中，賽博坦也因爆炸而毀滅。(變形金剛：頭領戰士的劇情，美國的The Rebirth沒有賽博坦毀滅的劇情)

##### 漫畫版
在同時推出的漫畫版中，賽博坦的設定和動畫略有不同。有些是牽涉到漫畫追加的賽博坦神話，因而和動畫版的描述有不同，詳見普萊瑪斯(Primus)和尤尼克隆(Unicron)條目。在孩之寶玩具中，普萊瑪斯可以變形成賽博坦星球。

#### Beast Wars系列
在1990年代的Beast Wars的世界觀中，賽博坦的設定和G1動畫版比較接近，但和G1不同的是，本作的賽博坦出現了有機生命體的環境。

#### 微型三部曲

##### 微型傳說和超能連結
在前兩部作品中，賽博坦的描述引用了漫畫版的賽博坦神話的設定

##### 銀河之力(Transformers Galaxy Force)
在2005年推出的動畫中，此版本的賽博坦並非變形金剛一開始的母星，變形金剛原本居住在一顆即將被大黑洞吞噬的星球─聖巴多倫星(セイバートロン)上，因此逃難到地球。之後隨著劇情推進來到新的家園─賽博坦星，並且發現原來賽博坦星是變形金剛創世神普萊瑪斯(Primus)變形成的。

#### 變形金剛進化版(Transformers: Animated)
變形金剛進化版中的賽博坦因為之前的大戰而崩潰，正在重建狀態中。上面的幾座城市都是過去的城市金剛的名字，像是大都會(Metrpplex)、福特巨人(Fortress Maximus)、鐵甲龍(Trypticon)等等。

### 真人電影版

#### 變形金剛(Transformers)
在2007年的作品中，柯博文提到賽博坦是變形金剛們的母星，其上原本有著火種源成為賽博坦生命之源，但因為博派和狂派兩派的內戰而導致賽博坦毀滅，火種源則在宇宙中漂流，最後掉落地球，並開始第一集的故事。

#### 變形金剛：復仇之戰(Transformers: Reüenge of the Fallen)
在2009年的第二集提到，在早期的賽博坦種族除了火種源以外，也會從賽博坦出發到其他行星收割恆星能量作為能源使用。

#### 變形金剛3(Transformers: Dark of the Moon)
在2011年的電影中，狂派的主要計畫就是將賽博坦傳送到地球、用60億地球人當作奴工重建賽博坦，但是隨這計畫失敗，賽博坦星也因為傳送到一半失敗而徹底毀滅。

#### 變形金剛4：絕跡重生(Tranformers: Age of Extiction)
在2014的電影裡揭露，除了收割恆星，賽博坦的早期物種是具有血肉的有機體，並會在其他佈滿有機體的星球投放「種子」以獲得變形金剛的金屬原料，包括地球。本集也提及了賽博坦物種創造者的存在。

#### 變形金剛5：最終騎士(Transformers: the Last Knight)
在2017年的電影中，柯博文找到了似乎是變形金剛物種創造者的昆塔紗(Quintessa)，但不確定位置是否是賽博坦。

#### 大黃蜂(Bumblebee)
在2018年的重啟作品中，電影開場的五分鐘便是在賽博坦上發生的大戰橋段。

## 物種
賽博坦上的主要物種就是變形金剛，有時也被稱為賽博坦人(Cybertronian)。除了變形金剛之外，有些時候賽博坦通常也被描繪具有自然生長的超能量體，但生長速度有限，有時會被博派和狂派之間的戰爭耗盡，而這些超能量體也孕育了除了變形金剛以外的一些野獸，像是在變形金剛：Cyberverse中，音波的雷射鳥就是賽博坦野鳥群中的其中一隻、被他捕獲後馴服，或是在IDW2005年版的設定中，有一種名為「渦輪狐狸」的自然生物。

## 城市與地區
在不同的作品設定中，賽博坦上的城市、地區有時也有所不同，有些城市經常出現，但也有些地名僅僅在特定作品中出現。
- 鐵堡：有時會設定為賽博坦的首都，通常是柯博文的出身地。在聯合宇宙世界觀中，鈦師傅最後留守的地方就是鐵堡檔案館。

- 卡隆：在一些作品中設定成狂派的主要城市，像是在《圍城》中就是狂派佔領賽博坦後的主要基地。